# 록현
록현(본명: 김록현 , 본명 한자: 金綠賢), 1991년 2월 10일 ~ )은 과거 대한민국의 남성 그룹 백퍼센트 멤버이자 현재 페이브원의 리더, 메인보컬 멤버이다.

## 학력
- 광명동초등학교 (졸업)
- 광명북중학교 (졸업)
- 광명정보산업고등학교 (졸업)

## 활동
- 2012년에 남성 아이돌 그룹 백퍼센트 활동 이전에 2009년 남성 듀오 '점퍼'로 가수 데뷔를 하였다.
- 2017년 KBS2 오디션 프로그램 아이돌 리부팅 프로젝트 더 유닛에 출연해 최종 순위 14위를 기록했다.

## 출연작
- 2012년 SBSMTV 《틴탑의 뜬다 백퍼》
- 2014년 뮤지컬 《총각네 야채가게》 - 철진 역
- 2017년~2018년 KBS2 《아이돌 리부팅 프로젝트 더 유닛》 - 참가자
- 2019년 MBC 《미스터리 음악쇼 복면가왕 》 - 참가자 (렛츠고흐)